# Cabaret Voltaire
|  | Per a altres significats, vegeu «Cabaret Voltaire (grup)». |

El Cabaret Voltaire va ser un cabaret fundat el 5 de febrer del 1916 per Hugo Ball a Zúric, amb finalitats artístiques i polítiques. Es trobava en la planta superior d'un teatre de les serioses exhibicions del qual es burlaven les obres interpretades al cabaret.
En aquest, normalment, s'experimentaven noves tendències artístiques. Va ser aquí on alguns pensen que es va fundar el moviment dadaista. A més, els surrealistes, corrent que descendia directament del dadaisme, el feien servir com a lloc de trobada.
Amb el pas del temps, el local es trobava en mal estat, i l'hivern del 2002 un grup d'artistes autodenominat neodadaistes, organitzat per Mark Divo, van "okupar" el Cabaret Voltaire. Reclamaven que aquest local era un símbol per a una nova generació d'artistes que s'alineaven dintre d'un corrent que tracta de fer renéixer el moviment dadà. Durant un període d'uns tres mesos, va haver-hi una sèrie d'interpretacions, festes, tardes poètiques i projeccions de cinema. Entre els artistes que van participar-hi, hi havia Ingo Giezendammer, Mikry Drei, Lennie Llig, Leumund Cult, Aiana Calugar i Dan Jones. L'habitatge es va decorar tant per fora com per dins.
Milers de ciutadans van participar en l'experiment. El 2 de març del 2002, la policia va expulsar els okupes, moment des del qual l'edifici es va convertir en un museu en record del dadaisme.